# Initial D First Stage
Initial D: First Stage (яп. 頭文字[イニシャル]Ｄ) — аниме режиссёра Мисавы Син, нарисованное по манге Сигэнобу Сюити Initial D, вышедшее в 1998 году и получившее множество хороших отзывов.
В России он выходил в эфир на канале 2×2 с 17 января 2009 года по 5 апреля 2010 года. В отличие от других версий, русская версия, наряду с хорватской, сербской, румынской, венгерской, чешской, словацкой и польской версиями, полностью дублирована из дубляжа Tokyopop.

## Сюжет
История начинается с того, что уличные гонщики RedSuns вызывают на дружественную гонку местную команду г. Акина SpeedStars. Увидев способности RedSuns, гонщики SpeedStars задумались о том, как быть не униженными на домашней трассе. SpeedStars попали в безвыходное положение, когда их гонщик попал в аварию во время тренировки. Икэтани услышал от своего офисного менеджера о том, что быстрейшей на спуске Акины является AE86 владельца магазина тофу. Также он узнал, что владелец магазина, Фудзивара Бунта, был уличным гонщиком с великой репутацией в молодые годы, известным как «Призрак Акины». Икетани попросил старика занять его место в заезде против RedSuns. Когда пришел день состязания, сын Бунты Такуми появился на Trueno отца. Такуми нанес поражение Кэйсукэ Такахаси и положил конец ряду побед RedSuns. Несмотря на то, что изначально Такуми был безразличен к гонкам, у него начинает расти интерес, он участвует в других соревнованиях и начинает понимать суть гордости уличного гонщика. Он продолжает побеждать гонщиков на более продвинутых и мощных машинах. Он получает победы при любых условиях, в завершение побеждая Рёсукэ Такахаси. После окончания гонки Рёсукэ признает, что Такуми более хороший водитель, нежели он.

## Персонажи
Главным героем серии является Такуми Фудзивара — учащийся старших классов школы со врожденным чувством дрифта на горных дорогах. Такуми прирождённый гонщик, но ничего не смыслит в механике, а вождение (в том числе и гонки) считает скучным занятием. Со временем его замечают местные любительские гоночные команды, и под давлением друзей и знакомых он становится «Легендарным Призраком Акины», который соревнуется с наиболее известными гонщиками префектуры. Когда Такуми заканчивает старшие классы, у него появляется цель стать самым быстрым водителем на улицах.
Такуми был озвучен Синъитиро Мики.

## Серии
| Номер | Название серии                                                                | Дата трансляции |  |
| ----- | ----------------------------------------------------------------------------- | --------------- |  |
|       |                                                                               |                 |  |
| 01    | «Окончательный дрифт парня тофу» (ACT.1 究極のとうふ屋ドリフト)               | 18.04.1998      |  |
| 02    | «Объявление мести! Воющий турбо» (ACT.2 リベンジ宣言!ほえるターボ)            | 25.04.1998      |  |
| 03    | «Прибывает специалист по горному спуску» (ACT.3 ダウンヒルスペシャリスト登場) | 02.05.1998      |  |
| 04    | «Битва началась!» (ACT.4 交流戦突入!)                                         | 09.05.1998      |  |
| 05    | «Конец собачьей битвы» (ACT.5 決着!ドッグファイト!)                           | 16.05.1998      |  |
| 06    | «Новый претендент» (ACT.6 新たなる挑戦者)                                     | 23.05.1998      |  |
| 07    | «Гордость рейсера» (ACT.7 走り屋のプライド)                                   | 13.06.1998      |  |
| 08    | «Время вышло!» (ACT.8 タイムアップ寸前!)                                      | 20.06.1998      |  |
| 09    | «Битва с ограничением» (ACT.9 限界バトル!)                                    | 27.06.1998      |  |
| 10    | «Пять опасных шпилек» (ACT.10 爆裂!5連ヘアピン)                               | 04.07.1998      |  |
| 11    | «Прибытие Синго» (ACT.11 デンジャラス慎吾登場!)                               | 11.07.1998      |  |
| 12    | «Смертельная скотчевая битва с FR» (ACT.12 FR殺しのデスマッチ!)               | 01.08.1998      |  |
| 13    | «Первое свидание Ицуки» (ACT.13 イツキの初デート)                             | 08.08.1998      |  |
| 14    | «Гений, развивающий дрифт» (ACT.14 進化するドリフトの天才!)                   | 15.08.1998      |  |
| 15    | «Ярость Такуми» (ACT.15 拓海・怒涛の激走!)                                    | 22.08.1998      |  |
| 16    | «Ангел Усуи» (ACT.16 碓氷峠のエンジェル)                                      | 29.08.1998      |  |
| 17    | «Внезапный смертельный матч» (ACT.17 サドンデス・デスマッチ)                  | 12.09.1998      |  |
| 18    | «Свирепая гонка на горе Усуи» (ACT.18 熱風!激走!碓氷峠)                       | 19.09.1998      |  |
| 19    | «Битва! Супер дрифт!» (ACT.19 決着!スーパードリフト)                          | 26.09.1998      |  |
| 20    | «Конец лета» (ACT.20 ジ・エンド・オブ・サマー)                                | 01.10.1998      |  |
| 21    | «Испытание суперзвезды» (ACT.21 スーパースターからの挑戦状)                   | 17.10.1998      |  |
| 22    | «Яростная гонка на подъём» (ACT.22 激闘!ヒルクライム)                         | 24.10.1998      |  |
| 23    | «Соревнование на спуске под дождём» (ACT.23 雨のダウンヒルバトル)             | 07.11.1998      |  |
| 24    | «Белая комета Акаги» (ACT.24 赤城の白い彗星!)                                 | 14.11.1998      |  |
| 25    | «Последняя битва!» (ACT.25 決戦!ラストバトル)                                 | 28.11.1998      |  |
| 26    | «Новая легенда горного спуска» (ACT.26 新ダウンヒル伝説!)                     | 05.12.1998      |  |

## Отзывы и критика
| Зрительский рейтинг     | Зрительский рейтинг     | Зрительский рейтинг     |
| (на 25 августа 2012 г.) | (на 25 августа 2012 г.) | (на 25 августа 2012 г.) |
| ----------------------- | ----------------------- | ----------------------- |
| Сайт                    | Оценка                  | Голосов                 |
| AniDB                   | · ссылка                | 2796                    |
| Anime News Network      | · ссылка                | 2764                    |

Initial D удостоился различных мнений. По словам рецензента Anime News Network, это увлекательный сериал, которым будет наслаждаться любой автолюбитель. И даже если вы не увлекаетесь автомобилями, в аниме достаточно интересных моментов и увлекательных характеров, которые будут удерживать вас у экрана. В то же время в других рецензиях звучат не самые лестные нотки. Больше всего негативных отзывов вызывает прорисовка. В течение просмотра вы можете увидеть восьмиугольники в прорисованных компьютером машинах, дорогах, дорожном ограждении… практически везде, где есть 3D. Дорожные линии перемещаются рывками, даже рули имеют неправильные формы и странные соединения. Сама анимация слишком дерганая и очевидно, что физический движок нуждается в серьёзной доработке. Но нарекания вызывает не только рисовка автомобилей, не меньше плохих комментариев получила рисовка персонажей. Она напоминает шаткую версию GTO.  Музыка в аниме превосходна и это главная вещь, которая делает гонки такими волнующими.
Если взглянуть на рейтинги аниме, то можно увидеть, что русскому зрителю оно больше пришлось по душе, нежели западному. Как отмечает рецензент журнала animemagazine, «Initial D» — сериал, близкий русскому человеку по духу и красоте гонок, и советует смотреть его всем любителям быстрой езды.